# Markaryd
Markaryd ist eine Ortschaft (tätort) in Schweden und der Hauptort in der Gemeinde Markaryd. Sie liegt nahe der Europastraße 4, die Helsingborg mit dem Norden Schwedens, unter anderem Stockholm, verbindet und liegt im äußeren Süden in der Provinz Kronobergs län und der historischen Provinz Småland.

## Geschichte
Im 17. Jahrhundert war Markaryd ein wichtiger Grenzort zu Dänemark, das die heute
südschwedischen Landesteile bis zum Frieden von Roskilde besaß. Um eine Postverbindung nach Stockholm zu etablieren, richtete man in Markaryd eine der ersten Poststationen des Landes ein. Ab 1638 nahm die Poststation die Zustellung von Dänemark und dem übrigen Europa bis nach Stockholm auf. Nachdem Schweden den südlichen Landesteil Schonen eroberte, verlor Markaryd seine Position als Grenzstadt.
Zum Ende des 19. Jahrhunderts wurden in Schweden die beiden Eisenbahnverbindungen Åstorp–Jönköping beziehungsweise Hässleholm–Halmstad errichtet. Die beiden Linien trafen sich in Markaryd, somit gewann der Ort zu dieser Zeit stark an Bedeutung und wuchs zu einem Eisenbahnknotenpunkt. Die ehemals wichtigen Strecken wurden mit der Zeit bis auf eine alle stillgelegt; nur eine Verbindung zwischen Hässleholm und Halmstad ist bis heute in Betrieb. Diese Strecke wird hauptsächlich vom Güterverkehr genutzt. Bis zur Eröffnung des Hallandsåstunnels 2015 wurde sie zeitweise auch von schwedischen Hochgeschwindigkeitszug X2000 für die Verbindungen Malmö–Göteborg beziehungsweise Malmö–Stockholm/Oslo genutzt, allerdings ohne Halt in Markaryd. Seit 15. Dezember 2013 ist Markaryd Endpunkt der Linie 7 des Pågatåg ab Hässleholm. Personenzugverbindung in Richtung Halmstad besteht nicht (Stand Juli 2017).
Heute ist Markaryd ein Ort, in dem zahlreiche Industrieunternehmen angesiedelt sind, beispielsweise der bedeutendste schwedische Wärmepumpen und Kaminofenhersteller Nibe/Contura.

## Persönlichkeiten
- Mats Persson (* 1980), Politiker